# 第707特殊任務団
第707特殊任務団（韓国語: 제707특수임무단、英語: 707th Special Missions Group）は、大韓民国陸軍の特殊部隊。特殊戦司令部に所属する。

## 概要
アメリカ陸軍のデルタフォースに相当し、ソウルオリンピック開催を契機に対テロ戦に対応するため、第707特殊任務大隊として1982年に創設された。
部隊は200人程度の隊員から成り、14人単位のチームで作戦行動を行う2個対テロ中隊と、彼らのバックアップを行う支援・破壊工作部隊で構成されている。隊員は男性だけでなく、ハイジャックで食料や医療品を現場に届けるなどの際に、テロリストに脅威と見なされにくいよう女性隊員も所属している。
1986年アジア競技大会、ソウルオリンピック、2002 FIFAワールドカップの開催時、テロ対策のために政府要人や会場を警護する任務を行った。また、半島有事の際には北朝鮮工作員に対抗する特殊作戦も担当している。
2019年2月、大隊級部隊から団級部隊に拡大改編され、第707特殊任務団となった。
2024年12月3日、尹錫悦大統領による非常戒厳宣布に伴い、第707特殊任務団は戒厳軍の一部として韓国国会へ出動し、国会庁舎内部への進入を試みたとされる。かつて第707特殊任務団に所属し、2004年に中士（軍曹）として退役した経歴を持つ俳優のイ・グァヌンが同部隊の兵士を説得する光景も報道された。12月9日、団長のキム・ヒョンテ大領は、通常は身元が秘匿されるところを素顔と実名を明らかにして記者会見し、部隊員に罪はなく、部隊の行動に伴う全ての法的責任は自身が負うと表明した。キム大領によれば、郭鍾根特戦司令官から国会への出動命令を受けたものの、国会の地形もわからず、スマートフォン地図アプリの「ティーマップ」を参考にしたという。

### 訓練
隊員の選抜試験は10日間に渡って行われ、志願者のうち90%が脱落する。試験の合格者はその後、6ヶ月の基礎歩兵訓練および6ヶ月の特殊戦闘訓練を受ける。
すべての隊員が空挺およびスキューバダイビングの資格を保有しており、また、テコンドーやその他の格闘術において黒帯相当の実力を有している。その他、氷点下の降雪時における徒手体操や低温の湖を泳ぐといった訓練を防寒装備を着用せずに行っている。
訓練施設は世界でも最先端レベルのものであり、ハイジャックを想定したCQB訓練時にはボーイング747の実物大模型を使用している。
デルタフォース、FBI HRT、SAS、アルファ部隊、GIGN、SDUなど海外の特殊部隊員とも交流があり、共同訓練を行っている。

### 装備
国産と海外製を併用している。
- 拳銃
  - H&K USP
  - K5
  - ジェリコ941
- サブマシンガン
  - H&K MP5
  - H&K MP7
  - K1
  - K7
  - ブルガー・トーメ MP9
- アサルトライフル
  - K2
  - K11複合型小銃
  - FN SCAR
- 散弾銃
  - ベネリ M4
  - Kel-Tec KSG
- 機関銃
  - K3
- 狙撃銃
  - K14（英語版）
  - アキュラシー・インターナショナルAWM
  - アキュラシーインターナショナル AW50
  - ステアーSSG
  - H&K MSG90